# Mary Gibson Henry
Mary Gibson Henry (1884-1967) foi uma botânica norte-americana, presidente da American Horticultural Society.
Os jardins de sua propriedade no estado da Pensilvânia, foram transformados em um jardim botânico hoje administrado pela Henry Foundation for Botanical Research .